# Castilleja
Castilleja Mutis ex L. f., 1782 è un genere di piante erbacea perenne a cui appartengono circa 200 specie. È distribuito nella parte occidentale delle Americhe, dall'Alaska meridionale alle Ande, in Europa e in Asia.

## Tassonomia
Questo genere è tradizionalmente assegnato dal Sistema Cronquist alla famiglia Scrophulariaceae  (ordine Scrophulariales) mentre la classificazione APG lo colloca tra le Orobanchacee (ordine Lamiales) .
Comprende oltre duecento specie tra cui:
- Castilleja affinis Hook. & Arn.
- Castilleja ambigua Hook. & Arn.
- Castilleja angustifolia (Nutt.) G.Don
- Castilleja applegatei Fernald
- Castilleja arvensis Cham. & Schltdl.
- Castilleja attenuata (A.Gray) T.I.Chuang & Heckard
- Castilleja canescens Benth.
- Castilleja christii N.H.Holmgren
- Castilleja chromosa A.Nelson
- Castilleja cinerea A.Gray
- Castilleja coccinea (L.) Spreng. (Castilléjie écarlate)
- Castilleja communis Benth.
- Castilleja elongata Pennell
- Castilleja exserta (A.Heller) T.I.Chuang & Heckard
- Castilleja fissifolia L.f.
- Castilleja flava S.Watson
- Castilleja foliolosa Hook. & Arn.
- Castilleja gleasonii Elmer
- Castilleja grisea Dunkle
- Castilleja haydenii
- Castilleja indivisa Engelm.
- Castilleja integra A.Gray
- Castilleja kaibabensis N.H.Holmgren
- Castilleja latifolia Hook. & Arn.
- Castilleja levisecta Greenm.
- Castilleja linariifolia Benth.
- Castilleja miniata Douglas ex Hook.
- Castilleja minor (A.Gray) A.Gray
- Castilleja mollis Pennell
- Castilleja oresbia Greenm.
- Castilleja pilosa (S.Watson) Rydb.
- Castilleja pruinosa Fernald
- Castilleja purpurea (Nutt.) G.Don
- Castilleja rhexiifolia Rydb.
- Castilleja schizotricha Greenm.
- Castilleja sessiliflora Pursh
- Castilleja sulphurea Rydb.
- Castilleja tenuiflora Benth.
- Castilleja thompsonii Pennell
- Castilleja unalaschcensis (Cham. & Schltdl.) Malte